# Reina Sudamericana 2006
Reina Sudamericana 2006 fue la décima sexta edición de Reina Sudamericana, se llevó a cabo en Santa Cruz, Bolivia, el 27 de octubre de 2006. 15 concursantes compitieron en el certamen. Francine Eickemberg de Brasil ganó el título.

## Resultados
| Resultado Final            | Concursante                                                                               |
| -------------------------- | ----------------------------------------------------------------------------------------- |
| Reina Sudamericana 2006    | - Brasil - Francine Eickemberg                                                            |
| Virreina Sudamericana 2006 | - Bolivia - Ana María Ortiz                                                               |
| 1.ª Finalista              | - Paraguay - Lourdes Arévalos                                                             |
| Top 6                      | - Perú - Silvia Cornejo - Uruguay - Fatimih Dávila - República Dominicana - Mónica Angulo |

## Concursantes
| País/Territorio      | Candidata                           | Edad | Altura (cm) | Residencia          |
| -------------------- | ----------------------------------- | ---- | ----------- | ------------------- |
| Argentina            | María José Rodríguez                | 17   | 1.74        | Santiago del Estero |
| Bolivia              | Ana María Ortiz Rodal               | 18   | 1.80        | Trinidad            |
| Brasil               | Francine Eickemberg                 | 24   | 1.75        | Balneário Camboriú  |
| Chile                | Marta García-Huidobro Ochiogniero   | 21   | 1.71        | Santiago            |
| Colombia             | Ana María Castañeda Gómez           | 21   | 1.69        | Sincelejo           |
| Ecuador              | Estefany Carolina Salgado Tomaselly | 19   | 1.68        | Machala             |
| España               | Manuela Maestre Navarro             | 27   | 1.70        | Elche               |
| Nicaragua            | Arlen Ninoska Montoya Báez          | 24   | 1.68        | Managua             |
| Panamá               | Anayda del Carmen González Menacho  | 22   | 177         | Panama City         |
| Paraguay             | Lourdes Verónica Arévalos Elías     | 22   | 1.82        | San Lorenzo         |
| Perú                 | Silvia Vanessa Cornejo Cerna        | 19   | 1.80        | Trujillo            |
| Puerto Rico          | Marilyn Bartolomei Balay            | 24   | 1.80        | Ponce               |
| República Dominicana | Mónica Angulo Pucheaux              | 20   | 1.78        | Los Ángeles         |
| Uruguay              | Fatimih Dávila Sosa                 | 18   | 1.75        | Montevideo          |
| Venezuela            | Jhomneidy (Bárbara) Sánchez Romero  | 21   | 1.75        | El Tigre            |